# دنیس اوسترووسکیی
دنیس اوسترووسکیی (اوکراینی: Денис Володимирович Островський؛ زادهٔ ۲۰ اوت ۱۹۹۸) بازیکن فوتبال اهل اوکراین است.